# Saint-Georges-de-Windsor
Pour les articles homonymes, voir Saint-Georges.
Saint-Georges-de-Windsor est une municipalité du Québec située l'extrémité sud de la MRC des Sources en Estrie. 

## Histoire
En 1838, trois pionniers venus de Baie-du-Febvre, de Pointe-du-Lac et de Yamachiche s'installeront à l'emplacement futur de la municipalité et marqueront le coup d'envoi de son développement. Saint-Georges-de-Windsor a vu officiellement le jour en 1852 sous le nom de la paroisse de Saint-Urbain-de-Windsor. En 1860, le canton de Windsor (et donc la paroisse) est divisé en deux municipalités distinctes, Windsor-et-Stoke ainsi que Saint-Georges-de-Windsor.
Ce nom rappelle Georges de Lydda ainsi que l'abbé Georges-Jacques Duhaut (1825-1869), curé de Wotton (1852-1857), qui y célèbre la première grand-messe après 1852 et qui est à l'origine du patronage de la municipalité par Saint Georges. Le nom Windsor identifie aussi le Canton rend honneur à une ville de l'Angleterre, Windsor, à une quarantaine de kilomètres à l'ouest de Londres, dans le Berkshire, où la famille royale a une résidence.
En 1961, une partie du territoire de la municipalité de canton était détachée pour créer la municipalité du village homonyme. Toutefois, le 30 novembre 1994, les municipalités de village et de canton étaient regroupées à nouveau sous la même appellation. La renommée des Saint-Georgeois est notamment tributaire de la qualité du fromage en grains qu'ils préparent. Par ailleurs, ils disposent d'un magnifique panorama qui caractérise l'ensemble de la région agricole au cœur de laquelle leur milieu de vie a été implanté.

## Géographie
Elle est à 40 km au nord de Sherbrooke et à 15 km au sud de Val-des-Sources. Elle est traversée par la route 249. 
Le crénon de la Rivière Danville est situé au nord-ouest de la municipalité. La Rivière Nicolet Sud-Ouest traverse la partie nord-est et Rivière Watopeka la partie sud.

## Démographie
| 1996 | 2001 | 2006 | 2011 | 2016 | 2021 |
| ---- | ---- | ---- | ---- | ---- | ---- |
| 874  | 881  | 911  | 911  | 958  | 958  |

## Administration
Les élections municipales se font en bloc pour le maire et les six conseillers.
| Saint-Georges-de-Windsor Maires depuis 2002                                                                          |                |         |          |
| Élection | Maire          | Qualité | Résultat |
| 2002 | René Perreault |         | Voir     |
| 2005 | René Perreault | Voir    |          |
| 2009 | René Perreault | Voir    |          |
| 2013 | René Perreault | Voir    |          |
| 2017 | René Perreault | Voir    |          |
| 2021 | René Perreault | Voir    |          |
| Élection partielle en italique Depuis 2005, les élections sont simultanées dans toutes les municipalités québécoises |                |         |          |

## Attraits
Depuis 2005, un belvédère d'observation rappelant une vache a été installé sur une colline surplombant le secteur. Il est possible d'y apercevoir presque tous les villages environnants. D'ailleurs, les clochers des églises de Saint-Georges-de-Windsor, Wotton et Saint-Adrien se retrouvent alignés avec le belvédère.
Le village dispose d'une fromagerie de renom qui produit un fromage en grains très répandu.

## Galerie

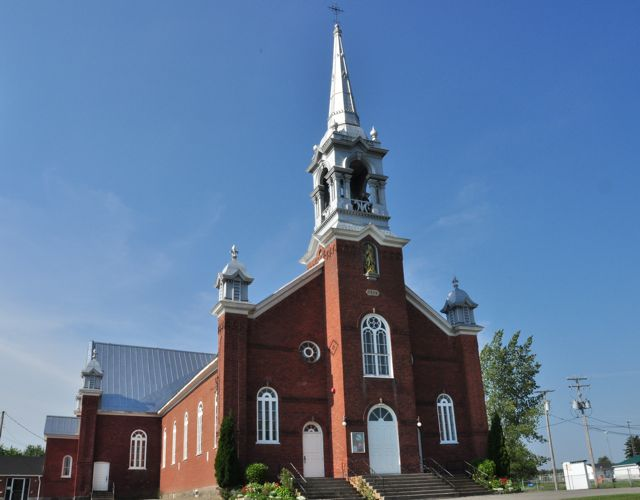
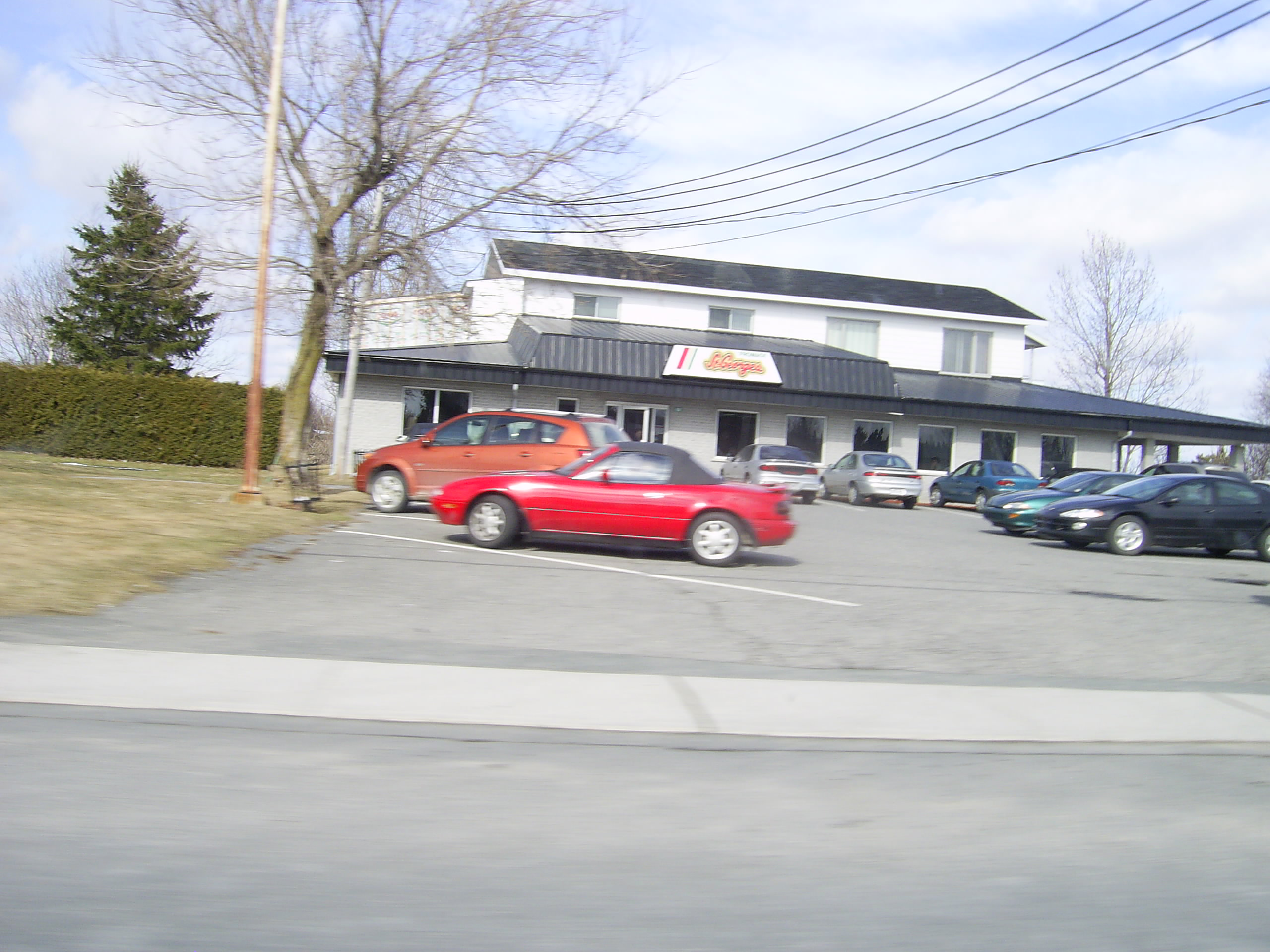
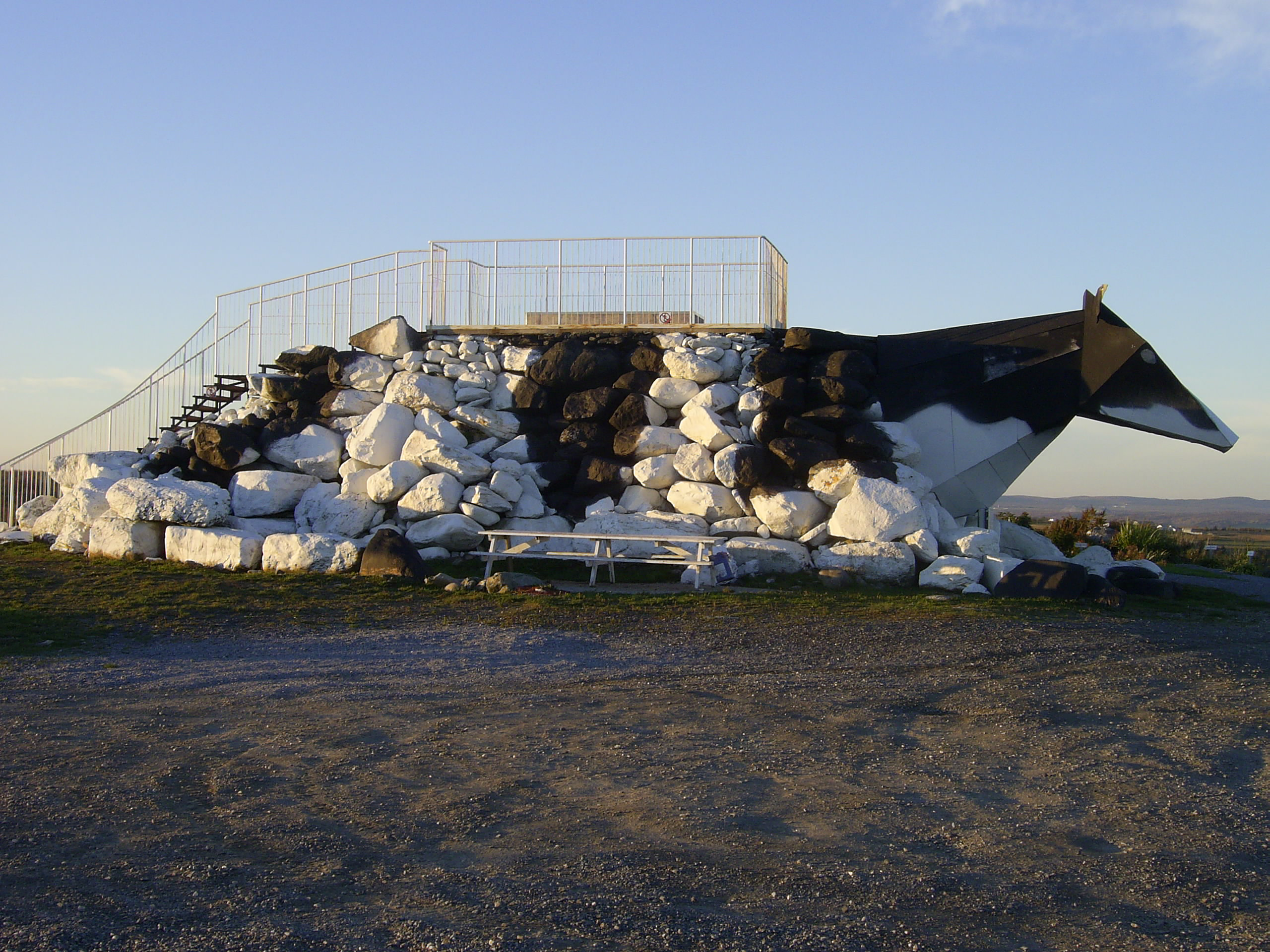